# الیسون اسکیپ ورث
الیسون اسکیپ ورث (انگلیسی: Alison Skipworth; ۲۵ ژوئیهٔ ۱۸۶۳ – ۵ ژوئیهٔ ۱۹۵۲) بازیگر اهل بریتانیا بود.
از فیلم‌ها یا برنامه‌های تلویزیونی که وی در آن نقش داشته‌است می‌توان به بکی شارپ، خطرناک، آلیس در سرزمین عجایب، غزل غزلها، هر شب، شانگهای، دو-بری، بانوی عشق، و شوهر وفادار اشاره کرد.